# Караколь (Каркаралінський район)
Карако́ль (каз. Қаракөл) — село у складі Каркаралінського району Карагандинської області Казахстану. Адміністративний центр та єдиний населений пункт Каракольського сільського округу.
Населення — 153 особи (2021; 515 у 2009, 645 у 1999, 797 у 1989).
Національний склад станом на 1989 рік:
- казахи — 100 %.